# Giải Grammy cho bài hát xuất sắc nhất được sáng tác cho phương tiện truyền hình ảnh
Giải Grammy cho Ca khúc nhạc phim hay nhất (tên gốc tiếng Anh: Grammy Award for Best Song Written for Visual Media) bắt đầu được trao tặng từ năm 1988 dành cho những bài hát được sáng tác trong phim ảnh, truyền hình, video trò chơi hoặc các phương tiện truyền thông khác. Giải đã nhiều lần đổi tên trong các năm qua:
- 1988-1999: Giải Grammy cho Ca khúc thuộc thể loại phim điện ảnh hoặc truyền hình (tiếng Anh: The Grammy Award for Best Song Written Specifically for a Motion Picture or for Television).
- 2000-2011: Giải Grammy cho Ca khúc thuộc thể loại phim điện ảnh, truyền hình hoặc phương tiện truyền thông khác (tiếng Anh: The Grammy Award for Best Song Written for a Motion Picture, Television or Other Visual Media).
- 2012-nay: Giải Grammy cho Ca khúc nhạc phim hay nhất (tiếng Anh: The Grammy Award for Best Song Written for Visual Media).

Giải sẽ được trao cho các nhạc sĩ sáng tác bài hát chứ không phải nghệ sĩ biểu diễn (trừ khi nghệ sĩ biểu diễn cũng sáng tác bài hát đó). Các đề cử của giải cũng sẽ được tính cho các bài hát phát hành vào năm trước đó.

## Danh sách chi tiết

### Thập niên 2010
Giải Grammy lần thứ 58 (2016)
- Selma - Common & Che Smith & John Legend cho bài hát "Glory"
  - Fifty Shades of Grey – Belly, Deheala, Stephan Moccio, & The Weeknd cho bài hát "Earned It"
  - Fifty Shades of Grey – Ilya, Savan Kotecha, Max Martin, Tove Lo, & Ali Payami cho bài hát Love Me like You Do"
  - Furious 7 – Andrew Cedar, DJ Frank E, Wiz Khalifa, & Charlie Puth cho bài hát "See You Again"
  - The Hunting Ground – Lady Gaga & Diane Warren for "Til It Happens to You"

Giải Grammy lần thứ 57 (2015)
- Frozen – Kristen Anderson-Lopez & Robert Lopez cho bài hát "Let It Go" (Idina Menzel trình diễn)
  - The Lego Movie – Joshua Bartholomew, Lisa Harriton, Shawn Patterson, Andy Samberg, Akiva Schaffer & Jorma Taccone cho bài hát "Everything Is Awesome!!!" (Tegan & Sara & The Lonely Island trình diễn)
  - The Hobbit: The Desolation of Smaug – Ed Sheeran cho bài hát "I See Fire" (Ed Sheeran trình diễn)
  - Glen Campbell: I'll Be Me – Glen Campbell & Julian Raymond cho bài hát "I'm Not Gonna Miss You" (Glen Campbell trình diễn)
  - Her – Spike Jonze & Karen O cho bài hát "The Moon Song" (Scarlett Johansson & Joaquin Phoenix trình diễn)

Giải Grammy lần thứ 56 (2014)
- Skyfall – Adele & Paul Epworth cho bài hát "Skyfall" (Adele trình diễn)
  - The Hunger Games: Catching Fire – Guy Berryman, Jonny Buckland, Will Champion & Chris Martin cho bài hát "Atlas" (Coldplay trình diễn)
  - Silver Linings Playbook – Diane Warren cho bài hát "Silver Lining (Crazy 'Bout You)" (Jessie J trình diễn)
  - Safe Haven – Colbie Caillat & Gavin DeGraw cho bài hát "We Both Know" (Colbie Caillat & Gavin DeGraw trình diễn)
  - The Great Gatsby – Lana Del Rey & Rick Nowels cho bài hát "Young and Beautiful" (Lana Del Rey trình diễn)
  - Orange Is the New Black – Regina Spektor cho bài hát "You've Got Time" (Regina Spektor trình diễn)

Giải Grammy lần thứ 54 (2013)
- The Hunger Games – T Bone Burnett, Taylor Swift, John Paul White & Joy Williams cho "Safe & Sound" (Taylor Swift & The Civil Wars trình diễn)
  - The Hunger Games – T Bone Burnett, Win Butler & Regine Chassagne cho "Abraham's Daughter" (Arcade Fire trình diễn)
  - Brave – Mumford & Sons cho "Learn Me Right" (Birdy & Mumford & Sons)
  - Smash – Marc Shaiman & Scott Wittman cho "Let Me Be Your Star" (Katharine McPhee & Megan Hilty trình diễn)
  - The Muppets – Bret McKenzie cho "Man or Muppet" (Jason Segel & Walter trình diễn)

Giải Grammy lần thứ 54 (2012)
- Tangled – Alan Menken & Glenn Slater cho bài hát "I See the Light" (Mandy Moore & Zachary Levi trình diễn)
  - Never Say Never – Diane Warren cho bài hát "Born To Be Somebody" (Justin Bieber trình diễn)
  - Family Guy – Ron Jones, Seth MacFarlane & Danny Smith cho bài hát "Christmastime Is Killing Us" (Bruce McGill and Seth MacFarlane trình diễn)
  - Winnie The Pooh – Zooey Deschanel cho bài hát "So Long" (Zooey Deschanel & M. Ward trình diễn)
  - Footloose – Zac Brown, Wyatt Durrette, Drew Pearson & Anne Preven cho bài hát "Where The River Goes" (Zac Brown trình diễn)
  - Burlesque – Diane Warren cho bài hát "You Haven't Seen the Last of Me" (Cher trình diễn)

Giải Grammy lần thứ 53 (2011)
- Crazy Heart – Ryan Bingham & T Bone Burnett; Ryan Bingham – cho bài hát "The Weary Kind"
  - The Princess and the Frog – Randy Newman (songwriter); Dr. John – cho bài hát "Down in New Orleans"
  - Avatar – Simon Franglen, Kuk Harrell & James Horner (songwriters); Leona Lewis – cho bài hát "I See You (Theme from Avatar)"
  - True Blood – Lucinda Williams; Lucinda Williams & Elvis Costello – cho bài hát "Kiss Like Your Kiss"
  - Treme – Steve Earle; Steve Earle – cho bài hát "This City"

Giải Grammy lần thứ 52 (2010)A
- Slumdog Millionaire – Gulzar; A.R. Rahman; Tanvi Shah – For the song "Jai Ho"
  - Where the Wild Things Are – Karen O; Nick Zinner – For the song "All Is Love"
  - Twilight – Josh Farro; Hayley Williams; Taylor York – For the song "Decode"
  - Cadillac Records – Ian Dench; James Dring; Amanda Ghost; Beyoncé Knowles; Scott McFarnon; Jody Street – For the song "Once In A Lifetime"
  - The Wrestler – Bruce Springsteen – cho bài hát "The Wrestler"

^  "The Climb", bài hát được sáng tác bởi Jessi Alexander và Jon Mabe trong bộ phim Hannah Montana: The Movie, ban đầu đã được đề cử nhưng hãng Walt Disney rút lại vì nó không được viết riêng cho bộ phim để đáp ứng điều kiện đề cử. Nhà phát hành NARAS đã cảm ơn Disney cho sự trung thực của mình cho bài hát "The Climb", sau đó được thay thế bởi "All Is Love", bài hát có lượng số phiếu bầu cao thứ năm.

### Thập niên 2000
Giải Grammy lần thứ 51 (2009)
- WALL-E – Peter Gabriel; Thomas Newman – cho bài hát "Down to Earth"
  - The Bucket List – John Mayer – cho bài hát "Say"
  - Enchanted – Alan Menken; Stephen Schwartz – cho bài hát "Ever Ever After"
  - Enchanted – Alan Menken; Stephen Schwartz – cho bài hát "That's How You Know"
  - Walk Hard: The Dewey Cox Story – Judd Apatow; Marshall Crenshaw; Jake Kasdan; John C. Reilly – cho bài hát "Walk Hard"

Giải Grammy lần thứ 50 (2008)
- Dreamgirls – Siedah Garrett; Henry Krieger – cho bài hát "Love You I Do"
  - Casino Royale – David Arnold; Chris Cornell – cho bài hát "You Know My Name"
  - Happy Feet – Prince – cho bài hát "The Song Of The Heart"
  - Into the Wild – Eddie Vedder – cho bài hát "Guaranteed"
  - Once – Glen Hansard; Markéta Irglová – cho bài hát "Falling Slowly"

Giải Grammy lần thứ 49 (2007)
- Cars – Randy Newman – cho bài hát "Our Town"
  - The Chronicles of Narnia: The Lion, the Witch, and the Wardrobe – Imogen Heap – cho bài hát "Can't Take It In"
  - An Inconvenient Truth – Melissa Etheridge – cho bài hát "I Need To Wake Up"
  - The Producers – Mel Brooks – cho bài hát "There's Nothing Like A Show On Broadway"
  - Transamerica – Dolly Parton – cho bài hát "Travelin' Thru"

Giải Grammy lần thứ 48 (2006)
- The Polar Express – Glen Ballard; Alan Silvestri – cho bài hát "Believe"
  - "Six Feet Under" – Arcade Fire – cho bài hát "Cold Wind" – For Volume 2 – Everything Ends
  - Charlie and the Chocolate Factory – John August; Danny Elfman – cho bài hát "Wonka's Welcome Song"
  - Elizabethtown – Tom Petty – cho bài hát "Square One"
  - Hotel Rwanda – Jerry "Wonder" Duplessis; Andrea Guerra; Wyclef Jean – cho bài hát "Million Voices"

47th Grammy Awards (2005)
- The Lord of the Rings: The Return of the King – Annie Lennox; Howard Shore; Fran Walsh – cho bài hát "Into the West"
  - Cold Mountain – T-Bone Burnett; Elvis Costello – For the song "The Scarlet Tide"
  - Cold Mountain – Sting – For the song "You Will Be My Ain True Love"
  - Shrek 2 – David Bryson; Adam Duritz; David Immerglück; Matthew Malley; Dan Vickrey – For the song "Accidentally In Love"
  - Les Triplettes de Belleville – Benoît Charest; Sylvain Chomet – For the song "Belleville Rendez-Vous"

46th Grammy Awards (2004)
- A Mighty Wind – Christopher Guest; Eugene Levy; Michael McKean – cho bài hát "A Mighty Wind"
  - 2 Fast 2 Furious – Ludacris; Keith McMasters – cho bài hát "Act A Fool"
  - 8 Mile – Jeff Bass; Eminem; Luis Resto – cho bài hát "Lose Yourself"
  - Chicago – Fred Ebb; John Kander – cho bài hát "I Move On"
  - Gangs of New York – U2 – cho bài hát "The Hands That Built America"

Giải Grammy lần thứ 45 (2003)
- Monsters, Inc. – Randy Newman – cho bài hát "If I Didn't Have You"
  - Brown Sugar – Erykah Badu; Madukwu Chinwah; Common; Robert C. Ozuna; James Poyser; Raphael Saadiq; Glen Standridge – cho bài hát "Love Of My Life – An Ode To Hip Hop"
  - The Lord of the Rings: The Fellowship of the Ring – Enya; Nicky Ryan; Roma Ryan – cho bài hát "May It Be"
  - Spider-Man – Chad Kroeger – cho bài hát "Hero"
  - Vanilla Sky – Paul McCartney – cho bài hát "Vanilla Sky"

Giải Grammy lần thứ 44 (2002)
- "Malcolm in the Middle" – John Flansburgh; John Linnell – cho bài hát "Boss of Me"
  - The Emperor's New Groove – David Hartley; Sting – cho bài hát "My Funny Friend And Me"
  - Men of Honor – Brandon Barnes; Brian McKnight – cho bài hát "Win"
  - Pearl Harbor – Diane Warren – cho bài hát "There You'll Be"
  - Crouching Tiger, Hidden Dragon – Jorge Calandrelli; Tan Dun; James Schamus – cho bài hát "A Love Before Time"

Giải Grammy lần thứ 43 (2001)
- Toy Story 2 – Randy Newman – cho bài hát "When She Loved Me"
  - Charlie's Angels – Samuel J. Barnes; Beyoncé Knowles; Jean Claude Olivier; Cory Rooney – cho bài hát "Independent Women Part I"
  - Magnolia – Aimee Mann – cho bài hát "Save Me"
  - Man on the Moon – Peter Buck; Mike Mills; Michael Stipe – cho bài hát "The Great Beyond"
  - Wonder Boys – Bob Dylan – cho bài hát "Things Have Changed"

Giải Grammy lần thứ 42 (2000)
- Austin Powers: The Spy Who Shagged Me – Madonna; William Orbit – cho bài hát "Beautiful Stranger"
  - A Bug's Life – Randy Newman – cho bài hát "The Time Of Your Life"
  - Music of the Heart – Diane Warren – cho bài hát "Music of My Heart"
  - The Prince of Egypt – Stephen Schwartz; Kenneth "Babyface" Edmonds – cho bài hát "When You Believe"
  - Tarzan – Phil Collins – cho bài hát "You'll Be in My Heart"